# هماهنگ‌کننده حمله
هماهنگ‌کننده حمله یکی از اعضا کادر مربیگری در ورزش فوتبال آمریکایی و فوتبال کانادایی است که مسئولیت برنامه تهاجمی تیم را برعهده دارد. به‌طور کلی در ساختار فرماندهی تیم، هماهنگ‌کننده حمله و
هماهنگ‌کننده دفاع بعد
از سرمربی در رتبه دوم قرار می‌گیرند. همچنین چندین مربی موقعیت نیز زیر نظر مربی هماهنگ‌کننده فعالیت
می‌کنند.